# Oswalt von Nostitz
Oswalt von Nostitz (* 4. April 1908 in Dresden; † 12. August 1997 in München) war ein deutscher Diplomat, Schriftsteller und Übersetzer.

## Leben
Oswalt von Nostitz – Sohn von Alfred von Nostitz-Wallwitz und Helene von Nostitz – erwarb 1926 das Abitur an der Schule Schloss Salem, studierte Jura und legte 1931 das erste und 1936 das zweite Staatsexamen ab. Zum 1. Januar 1932 trat er der NSDAP bei (Mitgliedsnummer 841.449). Von 1937 bis 1945 war er als Legationssekretär für das Auswärtige Amt tätig. Sein Onkel Benno von Nostitz-Wallwitz (1865–1955) adoptierte ihn im Jahr 1932 wegen seiner eigenen Kinderlosigkeit und machte ihn zum Erben seines Vermögens, zu dem mehrere Rittergüter in Sohland an der Spree gehörten.
1945 konvertierte v. Nostitz zum Katholizismus. Von 1958 bis 1973 arbeitete er in Brüssel für die Europäische Atomgemeinschaft und für die Europäische Kommission.
Er war Vorsitzender des „Bundesverbandes Deutscher Autoren“ von 1978 bis 1983.
Bekanntheit erlangte Oswalt von Nostitz als Übersetzer folgender Autoren:
- Italo Calvino
- Antoine de Saint-Exupéry
- Charles Péguy
- Ivan Gobry
- Claude Tresmontant
- Henri Bosco
- Cesare Pavese.

## Veröffentlichungen
Autor
- Georges Bernanos. Leben und Werk. Pilger, Speyer 1951.
- Präsenzen. Kritische Beiträge zur europäischen Geistesgeschichte. Glock u. Lutz, Nürnberg 1967.
- Ein Preuße im Umbruch der Zeit. Hans Schwarz (1890 - 1967). Christians, Hamburg 1980.
- Muse und Weltkind. Das Leben meiner Mutter Helene von Nostitz. Piper, München u. Zürich 1991.

Beiträge in Sammelbänden
- Hugo von Hofmannsthal (1874–1929) und Arthur Moeller van den Bruck (1876–1925). In: Caspar von Schrenck-Notzing (Hrsg.): Konservative Köpfe. Von Machiavelli bis Solschenizyn (= Criticon-Bücherei. 2). Criticon-Verlag, München 1978, ISBN 3-922024-02-2, S. 101–112 bzw. S. 113–121

Herausgeber
- Hugo von Hofmannsthal u. Helene von Nostitz. Briefwechsel. S. Fischer, Frankfurt am Main 1965.
- Rainer Maria Rilke u. Helene von Nostitz. Briefwechsel. Insel, Frankfurt am Main 1976.

Übersetzer
- Antoine de Saint-Exupéry: Dem Leben einen Sinn geben. Rauch, Düsseldorf 1957.
- Charles Péguy: Das Mysterium der unschuldigen Kinder. Herold, Wien/München 1958.
- Claude Tresmontant: Paulus in Selbstzeugnissen und Bilddokumenten. Rowohlt, Hamburg 1959.
- Henri Bosco: Don Bosco. Ein Leben für die Jugend. München 1961.
- Jean-Paul de Dadelsen, Jonas. Hegner, Köln & Olten, 1964.
- Italo Calvino: Der Baron auf den Bäumen, Der geteilte Visconte. Hanser, München 1984.